# Tischeria neokristenseni
Tischeria neokristenseni (лат.) — вид одноцветных молей-минёров рода Tischeria (Tischeriidae). Мелкие бабочки с узкими однотонными крыльями. Видовой эпитет T. neokristenseni был дан в честь датского энтомолога профессора Niels Peder Kristensen (1943—2014) с добавлением слова «neo» (неотропика). Центральная Америка (Гватемала; Santa Cruz del Quiché; Antigua Guatemala; на высотах 1680—2020 м).

## Описание
Мелкие молевидные чешуекрылые. Длина передних крыльев около 4 мм, размах крыльев до 9 мм. Внешне новый вид можно спутать с некоторыми другими сходными видами Tischeria, однако он отличается несколько более темной (чем обычно) окраской передних крыльев. В гениталиях самца уникальная форма юксты отличает T. neokristenseni от всех известных видов-сородичей. В женских гениталиях сочетание уникального, хорошо развитого, утонченного антрума, длинных удлиненных передних апофизов и крупного, круглого пузырька семявыносящего протока позволяет отличить этот вид от всех родственных видов.
Длина переднего крыла самца 2,8—3,9 мм; размах крыльев 6,2—8,6 мм. Пальпы самца желтовато-кремовые; лоб охристо-желтый; лобный хохолок и отчетливо парный воротничок состоят из пластинчатых чешуек, желто-охристых дистально, темно-коричневых базально; антенна слегка или отчетливо длиннее половины длины передних крыльев. Жгутик охристо-желтый, отчетливо опоясан черновато-коричневыми чешуйками. Тегула, грудь и передние крылья желто-охристые до ярко-желто-охристых; несколько коричнево-черных или черных чешуек с небольшим количеством фиолетовых разбросаны по боковому краю и на вершине переднего крыла, образуя характерное торнальное пятно; бахромка черновато-серая, охристая только в верхней части, без бахромчатой линии; нижняя сторона переднего крыла коричнево-черная, без андрокония. Заднее крыло черно-серое на верхняя сторона и низ, без андрокония; бахромка серая до темно-серо-коричневой. Ноги желто-охристые, густо испещрены с черно-коричневыми чешуйками на верхней стороне. Брюшко темно-серое, с золотистым блеском и пурпурным отливом на верхней стороне, бледно-охристое, иногда с некоторым количеством коричнево-серых чешуек на нижней стороне; генитальные пластинки крупные, желто-охристые; анальные бугорки отчетливые, относительно длинные, латеральные, темно-серые. Длина переднего крыла самки 3,5—4,2 мм; размах крыльев 7,6—9,3 мм. Похожа на самца, только иногда крупнее и ярче окрашена, без длинных усиковых сенсилл; яйцеклад не выступающий. В остальном, идентична самцу.
Гусеницы минируют листья Quercus sp. (Буковые).